# Vertrag von Luxemburg
Der Vertrag von Luxemburg (auch Saarvertrag; eigentlich Vertrag zwischen der Bundesrepublik Deutschland und der Französischen Republik zur Regelung der Saarfrage) war ein völkerrechtlicher Vertrag, mit dem die schrittweise politische und wirtschaftliche Rückkehr des an Frankreich angegliederten Saarlandes zu Deutschland vereinbart wurde. Er wurde am 27. Oktober 1956 von den Außenministern der beiden Staaten, Heinrich von Brentano und Christian Pineau, in Luxemburg unterzeichnet.
Der Vertrag wurde in der Folge der Volksabstimmung vom 23. Oktober 1955 ausgehandelt, bei der sich die Saarländer mit deutlicher Mehrheit gegen das Saarstatut entschieden hatten, welches das Saarland zu einem europäischen Territorium machen sollte.
Er ermöglichte die politische Eingliederung des Saarlandes in die Bundesrepublik Deutschland zum 1. Januar 1957. Wirtschaftlich wurde eine Übergangszeit vereinbart, die spätestens Ende 1959 auslaufen sollte. Bis dahin stellten das Saarland und Frankreich weiterhin eine Zoll- und Währungsunion dar – mit dem Franc als gesetzlichem Zahlungsmittel.
Der Vertrag enthielt Vereinbarungen zum Kohleabbau im Warndt-Gebiet wie auch über langfristige Kohlelieferungen nach Frankreich. Zugleich unterzeichneten die beiden Außenminister sowie Joseph Bech, Premierminister und Außenminister des Großherzogtums Luxemburg, einen weiteren Vertrag, in dem sie die Kanalisierung der Mosel zwischen Koblenz und Thionville als Großschifffahrtsstraße vereinbarten – dieser war ein Wunsch Frankreichs, da ein solcher Ausbau eine bessere Verkehrsanbindung Lothringens und dessen Montanindustrie bedeutete.

## Folgen
Am 14. Dezember 1956 erklärte der Landtag des Saarlandes den Beitritt nach Artikel 23 des Grundgesetzes der Bundesrepublik Deutschland, der am 1. Januar 1957 wirksam wurde – das Saarland war somit deren zehntes Bundesland.

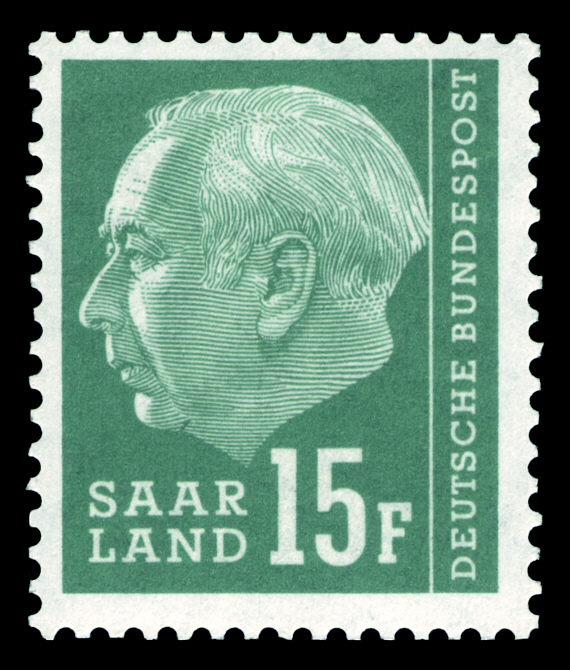
Deutsche Briefmarkenserie Theodor Heuss mit französischer Währung

Allerdings blieb das Saarland zunächst französisches Zollanschlussgebiet. Der Französische Franc blieb alleiniges Zahlungsmittel und die Grenzen des politisch nicht mehr selbstständigen Saarlandes zu Deutschland hin blieben vom französischen Zoll überwachte Zollgrenzen. Legendär für diese Interimszeit ist bis heute die „15-Franken-Heuss“ in Erinnerung, die millionenfach ausgegebene Briefmarke für einen Standardbrief; ab 1. Januar 1957 Deutsche Bundespost mit dem Konterfei des damaligen Bundespräsidenten, die aber 15 Französische Franc kostete (ca. 10 Pfennig).
Die wirtschaftliche Übergangszeit endete am 5. Juli 1959, von den Saarländern heute noch – gemäß der damaligen Terminologie – als „Tag X“ bezeichnet. Um Mitternacht gingen an den Grenzen des Saarlandes mit der Bundesrepublik Deutschland die Schlagbäume hoch und die zu Frankreich herunter; die Zoll- und Währungsunion mit Frankreich war beendet. Ab dem 6. Juli galt nun freier Warenverkehr mit der Bundesrepublik Deutschland und die D-Mark war alleiniges Zahlungsmittel. Deshalb gilt der „Tag X“ in der saarländischen Volksmeinung bis heute als der Tag der „eigentlichen“ Rückkehr des Saarlandes zu Deutschland.